# خرمال
الخُرمال أو الخُرمندي أو الديوسبير أو قمح زيوس (الاسم العلمي: Diospyros) هو جنس من النباتات يتبع الفصيلة الأبنوسية من رتبة الخلنجيات.

## أنواع الخرمال
- خرمال لوطسي
- خرمال أسود
- خرمال أسود الخشب
- خرمال كاكي
- خرمال مالاباري
- خرمال مشملي
- خرمال أبنوسي
- خرمال سميك الأزهار
- خرمال سولاوسي
- خرمال مشطرج
- خرمال إبري
- خرمال إثنا عشري السداة
- خرمال أبيض الأزهار
- خرمال أجرب
- خرمال أجرد
- خرمال أحمر داكن
- خرمال أزغب
- خرمال أشعر
- خرمال أقطع
- خرمال ألبي
- خرمال أليف الصخر
- خرمال أليف الكالسيوم
- خرمال أمبوني
- خرمال أمرد
- خرمال أنداماني
- خرمال أنيق
- خرمال آسي الورق
- خرمال بابوياني
- خرمال باربيري
- خرمال بالاوي
- خرمال بالميري
- خرمال بالنسي
- خرمال بحري
- خرمال برازيلي
- خرمال براسي
- خرمال براندسي
- خرمال برنيري
- خرمال برنيرياني
- خرمال برييري
- خرمال بنامي
- خرمال بوافاني
- خرمال بورشالي
- خرمال بورمي
- خرمال بورنيوني
- خرمال بوليفي
- خرمال بيضوي
- خرمال بيضوي الأوراق
- خرمال بيضوي الثمار
- خرمال بييري
- خرمال تسماني
- خرمال تكساني
- خرمال توماسي
- خرمال تونكيني
- خرمال ثلاثي الأخاديد
- خرمال ثلاثي الأسنان
- خرمال ثلاثي الألوان
- خرمال ثلاثي الأوراق
- خرمال ثنائي الألوان
- خرمال ثنائي القنابات
- خرمال ثنلوني
- خرمال ثورلي
- خرمال ثؤلولي
- خرمال جاوي
- خرمال جبلي
- خرمال جذعي الأزهار
- خرمال جرسي
- خرمال جزر القمر
- خرمال جزري
- خرمال جلدي
- خرمال جميل الأوراق
- خرمال جنوبي
- خرمال جيلتي
- خرمال حاد الثمار
- خرمال حبشي
- خرمال حرجي
- خرمال حرشفي
- خرمال حريري
- خرمال حقيقي
- خرمال حلو الرائحة
- خرمال خماسي الأجزاء
- خرمال ذهبي
- خرمال ذهبي الأوراق
- خرمال رباعي الأسدية
- خرمال رباعي البذور
- خرمال رقيق
- خرمال زنجفري
- خرمال زنكري
- خرمال زيتوني
- خرمال زيتوني الشكل
- خرمال ساموي
- خرمال سانغي
- خرمال سبروسي
- خرمال سديمي
- خرمال سلومري
- خرمال سميك العروق
- خرمال سندويشي
- خرمال سنغابوري
- خرمال سوايوكسي
- خرمال سومطري
- خرمال سونوري
- خرمال شانغي
- خرمال شبكي العروق
- خرمال شوفالييري
- خرمال صدئ
- خرمال صفصافي الأوراق
- خرمال صقيعي
- خرمال طويل الأزهار
- خرمال طويل القلم
- خرمال طويل القنابة
- خرمال عشري السداة
- خرمال عنيبي
- خرمال غريسباخي
- خرمال غريفي
- خرمال غرينواي
- خرمال غوياني
- خرمال غينيا الجديدة
- خرمال فانجنغشاني
- خرمال فضي
- خرمال فلبيني
- خرمال فوريستي
- خرمال فيتي
- خرمال قرصي الأوراق
- خرمال قرفي
- خرمال قرمزي
- خرمال قصير الكأسية
- خرمال قنواتي
- خرمال كاريبي
- خرمال كاليفورني
- خرمال كبير الثمار
- خرمال كستنائي
- خرمال كمبودي
- خرمال كورزي
- خرمال لاذع
- خرمال لاطئ
- خرمال لامع
- خرمال ماني
- خرمال متعدد الأزهار
- خرمال متعدد العروق
- خرمال متعدد القنابات
- خرمال متقابل الأوراق
- خرمال محرشف
- خرمال مخطط
- خرمال مشوش
- خرمال مطوق
- خرمال معيني الأوراق
- خرمال موافق
- خرمال نتالي
- خرمال نضر الثمار
- خرمال نيري الأوراق
- خرمال نيلغيري
- خرمال هش الأزهار
- خرمال همبرتي
- خرمال هيناني
- خرمال والكري
- خرمال واليشي
- خرمال وبري
- خرمال وردي
- خرمال ورقي
- خرمال وسيط
- خرمال ويتفوردي
- خرمال ياباني
- خرمال يوناني